# Nationale Hitparade
De Nationale Hitparade was de opvolger van de Daverende Dertig / Hilversum 3 Top 30, uitgezonden op Hilversum 3 vanaf zaterdag 29 juni 1974 tot en met woensdag  27 november 1985 door de NOS met presentatoren Felix Meurders, Frits Spits en Tom Blomberg. Vanaf donderdag 5 december 1985 tot en met zondag 31 januari 1993 werd de hitlijst op vanaf dan Radio 3 door de TROS uitgezonden. De publieke hitparade is opgezet door platenhandel en -industrie, auteursrechtenorganisatie Buma/Stemra en de NOS. Vanaf het begin werd de hitlijst samengesteld door Buma/Stemra, totdat eind 1977 Intomart deze taak op zich nam. De Nationale Hitparade werd bij de NOS gepresenteerd door achtereenvolgens Felix Meurders, Frits Spits en Tom Blomberg en bij de TROS door Ferry Maat, Erik de Zwart, Jeroen Soer, Martijn Krabbé, Peter Teekamp en Daniël Dekker.
De hitlijst werd op zondag 7 februari 1993 opgevolgd door de Top 50, die op 7 maart 1993 werd hernoemd naar de nieuwe naam Mega Top 50. De nieuwe publieke hitlijst werd uitgezonden door de TROS en vanaf zaterdag 1 januari 1994 t/m zaterdag 26 augustus 1995 door Veronica in samenwerking met de TROS. Nadat Veronica per vrijdag 1 september 1995 het publieke omroepbestel verliet, kwam de hitlijst per zaterdag 2 september 1995 weer volledig bij de TROS terecht.
Op zaterdag 1 mei 2004 splitste de hitlijst zich op in de (3FM) Mega Top 50 (sinds zaterdag 7 september 2019 heette deze lijst Mega Top 30) en de Single Top 100. Op vrijdag 2 september 2022 werd de Mega Top 30 voor de laatste keer op NPO 3FM uitgezonden en per zaterdag 10 september 2022 opgevolgd door De Verlanglijst.

## Gedrukte exemplaren
Er verscheen een gedrukt exemplaar op zaterdag 29 juni 1974. Op 5 september 1974 werd dit vervangen door een blaadje in de kleuren rood, wit en blauw. Op 3 oktober 1975 verscheen de gratis Nationale Hitparade Krant. Dit was een uitgave van Uitgeverij Keihard & Swingend b.v. in opdracht van Het Instituut 'de Nationale Hitparade'. Samenstellers waren Evert Wels en Ronald Mooy, medewerkers van Buma/Stemra.
Op de middenpagina van de Nationale Hitparade Krant stonden onder andere de Nationale Hitparade, Tip 30, Elpee Top 20, Nederlandstalige Top 10, Elpeeoase, Top 10 klassiek en de Top 10's van België / Vlaanderen (Vlaamse Radio 2 Top 30 en de voorloper van de Vlaamse Ultratop 50), Engeland, Duitsland, Frankrijk en de Verenigde Staten. Tevens werden op die pagina de tipplaat Troetelschijf en de Tipelpee vermeld.
In januari 1977 ging het krantje op in de Hitkrant. Daarna verschenen er tot oktober 1985 alleen gedrukte versies van de lijst ten behoeve van de platendetailhandel. Van oktober 1985 tot en met december 1986 verscheen er een langwerpig gedrukt exemplaar. Daarna werd tot februari 1988 de lijst weer alleen als detaillistenexemplaar verspreid. Van februari 1988 tot september 1988 werd door de TROS i.s.m. Buma/Stemra de gratis Top 100 Hitlijst uitgegeven, vanaf oktober 1988 direct opgevolgd door het Top 100 Magazine (betaald). In november 1988 hield deze uitgave op te bestaan. Tot december 1989 verscheen toen alleen weer een detaillistenexemplaar. Toen de naam van de hitlijst op donderdag 14 december 1989 op initiatief van toenmalig TROS Radio 3 dj Peter Teekamp gewijzigd was in Nationale Top 100, kwam er weer elke donderdagochtend een gedrukt exemplaar op de toonbank van de platenzaken terecht. Teekamp was ook de uitgever van de "Nationale Top 100" krant. Hierin stonden o.a. het overzicht van de Nationale Top 100, Album Top 50, Video verhuur Top 50, Hitnieuws, de nieuwe TROS Paradeplaat en het programna overzicht van de befaamde TROS donderdag op Radio 3. Op 1 april 1992 kwam hieraan een einde. Eén week later werd een doorstart gemaakt. Op 1 juli 1992 werd deze publicatie stopgezet. Daarna werd de lijst tot de start van de (Mega) Top 50 op zondag 7 februari 1993 alleen afgedrukt in Muziek & Beeld Info alsmede in een aantal kranten zoals De Telegraaf en De Gelderlander.

## Uitbreiding van het aantal noteringen
Eind 1977 ging Intomart de Nationale Hitparade samenstellen onder auspiciën van Buma/Stemra. Op zaterdag 3 juni 1978 werd de hitparade, die uit 30 noteringen bestond, uitgebreid tot een Top 50. Hierbij werd de Tip 30 opgeheven. Op donderdag 26 februari 1987 werd de lijst uitgebreid naar 100 noteringen en de naam gewijzigd in Nationale Hitparade Top 100. Op donderdag 14 december 1989 werd op initiatief van toenmalig TROS Radio 3 dj Peter Teekamp Nationale Top 100 de nieuwe naam. 
Op zondag 7 februari 1993 werd de hitparade opgevolgd door de destijds nieuwe publieke hitlijst op Radio 3; de Top 50, waarvan de naam een maand later (op zondag 7 maart 1993) werd hernoemd naar Mega Top 50.

## Uitzending
Vanaf het begin was Felix Meurders de vaste presentator op vrijdagmiddag van 16:00 tot 18:00 uur. In aanloop naar het behalen van de C-status van Veronica in april 1979 verloor de NOS op 5 januari 1979 haar zendtijd op vrijdagmiddag op Hilversum 3 ten gunste van de VOO en werd het programma in eerste instantie verbannen naar het halfuurtje op woensdagavond van 19:00 tot 19:30 uur voor NOS Langs de Lijn, waarbij het niet mogelijk was alle platen te draaien en de luisteraars dan ook een briefkaart met hun keuze konden insturen waarna er een selectie werd gedraaid. Op 1 april 1979 verhuisde het programma naar de zondagmiddag van 17:00 tot 19:00 uur en konden alle platen weer worden gedraaid.
Op zondag 10 januari 1982 werd Meurders opgevolgd door Frits Spits en werd het programma vanaf dan op de vroege zondagavond van 18:00 tot 20:00 uur uitgezonden. Tom Blomberg was van woensdag 3 oktober 1984 tot woensdag 27 november 1985 bij de NOS de laatste presentator van de hitlijst op Hilversum 3, die nu op de woensdagmiddag van 16:00 tot 18:00 uur werd uitgezonden. Doordat de NOS per zondag 1 december 1985 veel uitzendtijd kwijtraakte, nam de TROS de Nationale Hitparade over, het moment dat de naam van Hilversum 3 werd veranderd naar Radio 3. (De TROS was per 21 november 1985 gestopt met de TROS Top 50). De eerste uitzending bij de TROS op 3 was op donderdag 5 december 1985, met tussen 14:00 en 16:00 uur Erik de Zwart en van 16:00 tot 18:00 uur Ferry Maat. Vanaf 5 juni 1986 hebben Jeroen Soer, Peter Teekamp, Martijn Krabbé en Daniël Dekker de radio-uitzending gepresenteerd op de donderdagmiddag. Op donderdag 9 juli 1987 heeft ook André van Duin als invaller "Tom Maat", de zogenaamde broer van dj Ferry Maat, tijdens de uren van 16:00 tot 18:00 uur de hitlijst (Nationale Hitparade Top 100) gepresenteerd. Tevens heeft tussen eind 1989 en medio 1992 Hanno Dik als invaller de hitlijst gepresenteerd.
Op televisie zond AVRO's Toppop de lijst uit van 1974 t/m 1978 en van 1982 t/m 1988. Het programma Popformule van de TROS bracht tussen december 1985 en eind april 1986 ook de hitlijst op het scherm, met als presentator toenmalig TROS Radio 3 dj Erik de Zwart en van oktober 1986 tot maart 1993 met eveneens TROS Radio 3 dj's Martijn Krabbé en Peter Teekamp.

## Trivia
- De Nationale Hitparade heeft ( samen met de Nederlandse Top 40 bij de TROS op Hilversum 3 tussen 3 oktober 1974 en 20 mei 1976 met gemiddeld 3,5 tot 4 miljoen luisteraars (volgens een podcast interview uit 2018 dat oud TROS dj Ferry Maat gaf aan het internet platform "Spreekbuis") het record van best beluisterde radioprogramma ooit van Nederland. In 1977 luisterden er ruim 3,3 miljoen mensen naar een uitzending van de Nationale Hitparade bij de NOS. De presentator op dat moment was Felix Meurders. Het programma bereikte ruim 31% van alle Nederlanders ouder dan 13 jaar[1]
- De Nationale Hitparade draaide de platen altijd in zijn geheel zonder dat de dj erdoorheen praatte, dit in tegenstelling tot de Nederlandse Top 40 en de TROS Top 50 en de Europese hitlijst, de TROS Europarade, die van 27 mei 1976 t/m 25 juni 1987 werd uitgezonden op Hilversum 3 en later Radio 3. Er werden daarom ook door luisteraars veelvuldig platen met een cassetterecorder of bandrecorder opgenomen. Wél werd er creatief omgegaan met de volledigheid van de platen: zo werd er met name door Felix Meurders regelmatig een knip in de platen gezet, waarbij dan vaak naadloos een couplet of refrein werd weggelaten.
- Bij afwezigheid van Felix Meurders hebben ook Tineke de Nooij (in 1975), Alfred Lagarde (in 1975, 1976 en 1978), Frits Spits (onder meer in 1978) de hitlijst bij de NOS gepresenteerd.
- Bij afwezigheid van TROS Radio 3 dj's Daniel Dekker, Martijn Krabbé en Peter Teekamp hebben tussen 6 september 1990 en 31 januari 1993 dj's Hanno Dik en Thorvald de Geus de Nationale Top 100 als invaller gepresenteerd.
- In de Nationale Hitparade werden originele termen gehanteerd: Hilversum 3 Klimop (=hoogste stijger), Tuimeltrofee (kregen verdwenen platen als ze meer dan 150 punten hadden verzameld), (vanaf 1982:) Sprinter (snelle stijger), Topsprinter (hoogste stijger), Eersteweeks (nieuw binnengekomen).
- Bij afwezigheid wegens vakantie van Frits Spits in augustus 1982, heeft Tom Blom (niet te verwarren met Tom Blomberg) de hitlijst drie maal gepresenteerd. Tom Blomberg was in de 2¾ jaar dat Frits Spits de presentator was ook enkele malen vervanger en daarna vanaf woensdag 3 oktober 1984 tot de laatste uitzending op woensdag 27 november 1985 de vaste presentator bij de NOS op Hilversum 3.

- Tussen 5 december 1985 en juli 1987 heeft ook Ad Roland op de TROS donderdag op Radio 3 als invaller enkele keren de Nationale Hitparade gepresenteerd.

- Op 9 juli 1987 heeft André van Duin als "Tom Maat", de zogenaamde broer van dj Ferry Maat, als invaller op de TROS donderdag op Radio 3 tijdens de uren 16:00 - 18:00 uur de dan Nationale Hitparade Top 100 gepesenteerd.

- De befaamde tune die gebruikt werd door Felix Meurders voor het overzicht van de nrs. 30 t/m 11, resp. 50 t/m 11 was 14 ans les Gauloises van Paul Mauriat et son Grand Orchestre, een instrumentale versie van het originaal van de Franse zanger Eric Charden.
- De Top 100-jaarlijsten werden vanaf 1978 niet langer gebaseerd op het behaalde aantal punten, maar op basis van de verkoopcijfers. Hiermee voorkwam men dat een plaat die bijvoorbeeld in de zomer op 1 stond maar veel minder verkocht dan een plaat die in de winter op 1 stond toch evenveel punten haalden en daarmee even hoog in de Top 100 stond. Vanaf dat jaar vallen de verschillen op met de concurrerende hitlijst de Nederlandse Top 40, die het puntensysteem nog steeds hanteert. Hierdoor waren de nummer 1 van de Nationale Hitparade Jaarlijst en de Nederlandse Top 40 Jaarlijst meestal niet meer dezelfde plaat.
- Voor 1980 werd de jaarlijst-Top 100 meestal in zijn geheel op een avond uitgezonden waarbij dan ook meerdere dj's het programma presenteerden waaronder Joost den Draaier. In 1978 werd de jaarlijst in de middag uitgezonden: de bovenste 60 nummers werden allemaal gedraaid, uit de nummers 61 tot en met 100 werd een selectie gemaakt (per blok van 5 nummers werd 1 nummer gedraaid. Luisteraars werden hiervoor gebeld door Felix Meurders en Peter Holland, waarbij de luisteraar dan vervolgens een getal uit desbetreffend blok mocht noemen. Dat nummer werd vervolgens gedraaid). In 1979 werd gekozen voor een volledig andere opzet: de nummers uit de jaarlijst-Top 100 werden niet van 100 naar 1 gedraaid, maar in volstrekt willekeurige volgorde.
- In 1980 en de jaren daarna werd de jaarlijst gedurende de laatste week van het jaar uitgezonden in de zendtijd van De Avondspits (1 uur per dag) en in de eigen zendtijd (2 uren): hierbij kwam de reguliere hitparade van de laatste week van het jaar te vervallen. In 1980 werd alleen een Top 50 uitgezonden met een opsomming van de nummers 51 tot en met 100. In de jaren 1981 tot en met 1984 werd wel de volledige Top 100 uitgezonden.
- Vanaf 5 december 1985 nam de TROS de uitzending van de jaarlijst over (in haar reguliere zendtijd op de donderdag). Eind december 1985 werd de gehele Top 100 gedraaid, in de jaren daarna (1986 tot en met 1989) werd ervoor gekozen om alleen de bovenste 50 draaien. In 1990 en 1991 werd wel weer de volledige Top 100 gedraaid.
- De uitzendingen van vrijwel alle jaarlijsten zijn terug te luisteren op de site van de Mega Top 30.
- Opvallend in de jaren dat de NOS de uitzending van de Nationale Hitparade voor haar rekening nam, was dat altijd voor de nummer 1 eerst de nummer 1 van vijf jaar geleden werd gedraaid.
- De eerste nummer 1 was De wilde boerndochtere van Ivan Heylen. Deze plaat had al 4 weken op de hoogste positie van de Daverende Dertig /Hilversum 3 Top 30 gestaan.
- In het voorjaar van 1981 ontstond er een serieuze controverse; het nieuw binnengekomen nummer 'Puntje erin, puntje eruit' van De Slijpers bevatte vrouwonvriendelijke seksuele toespelingen en kon de goedkeuring van Felix Meurders niet wegdragen: "moet ik dit soort tinnef nog aankondigen". De plaat kondigde hij op zaterdag 11 april 1981 letterlijk als volgt aan: "Op 19, ik heb het al gezegd, een van de zes nieuwelingen vandaag, en dat zijn opnieuw de Slijpers met puntje d'r in, puntje d'r uit, zet de radio maar weer even uit, ik ben zometeen over een minuut of vier pakweg bij je terug." Ook bij een ander nummer van de Slijpers in de Top 100 van het jaar 1981 die hij eind 1981 presenteerde, riep hij letterlijk: "Zet de radio maar uit en luister morgen naar de gekuiste versie van Wij zijn de slijpers van Parijs. Meurders' kritiek leidde tot protesten; wederom zou het elitaire Hilversum simpele Hollandse muziek voor de 'gewone man' boycotten of negeren. De plaat verbleef vijf weken in de lijst en Meurders zou de plaat verder draaien zonder aan- of afkondiging.

## Boek
- Mega Top 50 presenteert 50 jaar hitparade, Bart Arens, Edgar Kruize en Ed Adams, Uitgeverij Unieboek/Het Spectrum bv, Houten/Antwerpen, 2013. ISBN 978 90 00 33100 0

## Cd-rom
- Mega Hitparade, 1946-2006 , Softmachine, 2006. ISBN 90-76725-15-2.